# Neohemsleya usambarensis
Neohemsleya usambarensis là một loài thực vật thuộc họ Sapotaceae. Đây là loài đặc hữu của Tanzania.